# Смайли, Майкл
Майкл Смайли — британский актёр-комик. Родился в Северной Ирландии, Белфаст. Проживает в Лондоне.

## Биография
Смайли родился в 1963 году, в Белфасте и вырос в Голливуде. Он перебрался в Лондон в возрасте 20 лет, вместе со своей женой.
Майкл начинал в жанре стендап в 1993-м году, после принятия заявки на участие в шоу Open Mic. Также работал велокурьером (как его персонаж в сериале «Долбанутые»), и диджеем в стиле Эйсид-хаус.

## Карьера
Майкл Смайли приобрел известность благодаря роли Tyres O’Flaherty — молниеносного курьера-велосипедиста, в двух эпизодах ситкома «Долбанутые», транслировавшегося на Channel 4, а также благодаря своим появлениям на фестивалях Edinburgh Fringe и Melbourne Comedy. Он сыграл Маккея — отставного солдата парашютного полка Британской армии в фильме 2008 года «Адский бункер» и зомби в фильме «Зомби по имени Шон».
В 2003-м он выступил в качестве приглашённого артиста в аудиопостановке «Доктор Кто: Существа красоты». В 2004-м отметился в четвёртом эпизоде второго сезона сериала «Виртуозы», в роли фальшивомонетчика Макса. Следует ещё отметить появления Майкла Смайли в небольшой роли одного из эпизодов сериала «Пятнадцатиэтажка».
Смайли был бессменным актёром всех сезонов сериала «Коллекция». Играя роль Деса Уэйнрайта, эксцентричного сотрудника охраны, он повторял и напоминал всем окружающим, что когда-то служил в Особом Воздушном Флоте. Также Майкл играет роль Бенни Сильвера в сериале «Лютер», а в 2010-м ему достаётся роль в фильме «Руки-ноги за любовь», где играет вместе с коллегами по сериалу «Долбанутые», Саймоном Пеггом и Джессикой Стивенсон.

## Личная жизнь
Смайли женат на журналистке и ведущей Миранде Сойер, от которой имеет сына и дочь. Семья проживает недалеко от Броквел Парка, в лондонском районе Херн Хилл.
В 1990-х годах Майкл совместно арендовал квартиру с двумя другими британскими актёрами: Ником Фростом и Саймоном Пеггом.